# Регалія

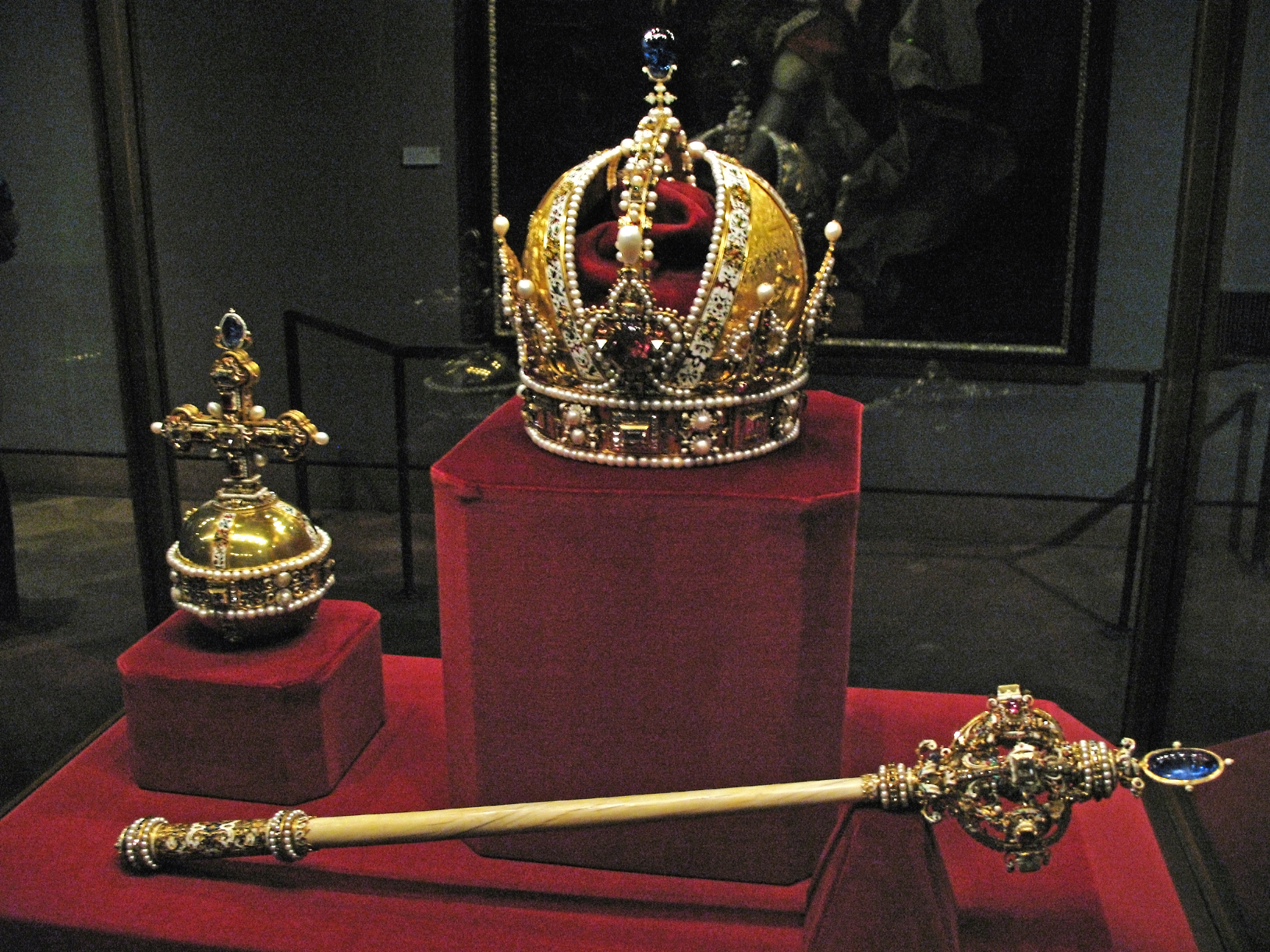
Регалії австрійських імператорів

Рега́лія (лат. regalia, множина від regale — «те, що належить правителю, царське»)
1. предмет, що символізує владу. Наприклад: корона, скіпетр, держава, меч, булава тощо.
2. знак або відзнака. Наприклад: орден або медаль.
3. за феодалізму в Західній Європі монопольне право та привілеї королів та великих феодалів на стягнення мита, судових штрафів, використання природних ресурсів.
Грошова регалія — виключне право монарха або держави випускати гроші.
4. підприємства сфери послуг, що перебувають під керівницвтом держави і служать джерелом державних доходів.
5. велика іспанська сигара вищого ґатунку.

## Деякі регалії
- Три божественні скарби — регалії Імператора Японії
- Папські регалії — регалії Папи Римського.
- Шапка Мономаха — регалія руських великих князів і царів.
- Історичні регалії Російської держави — численні царські та імператорські клейноди Росії.